# Homburg (hoed)

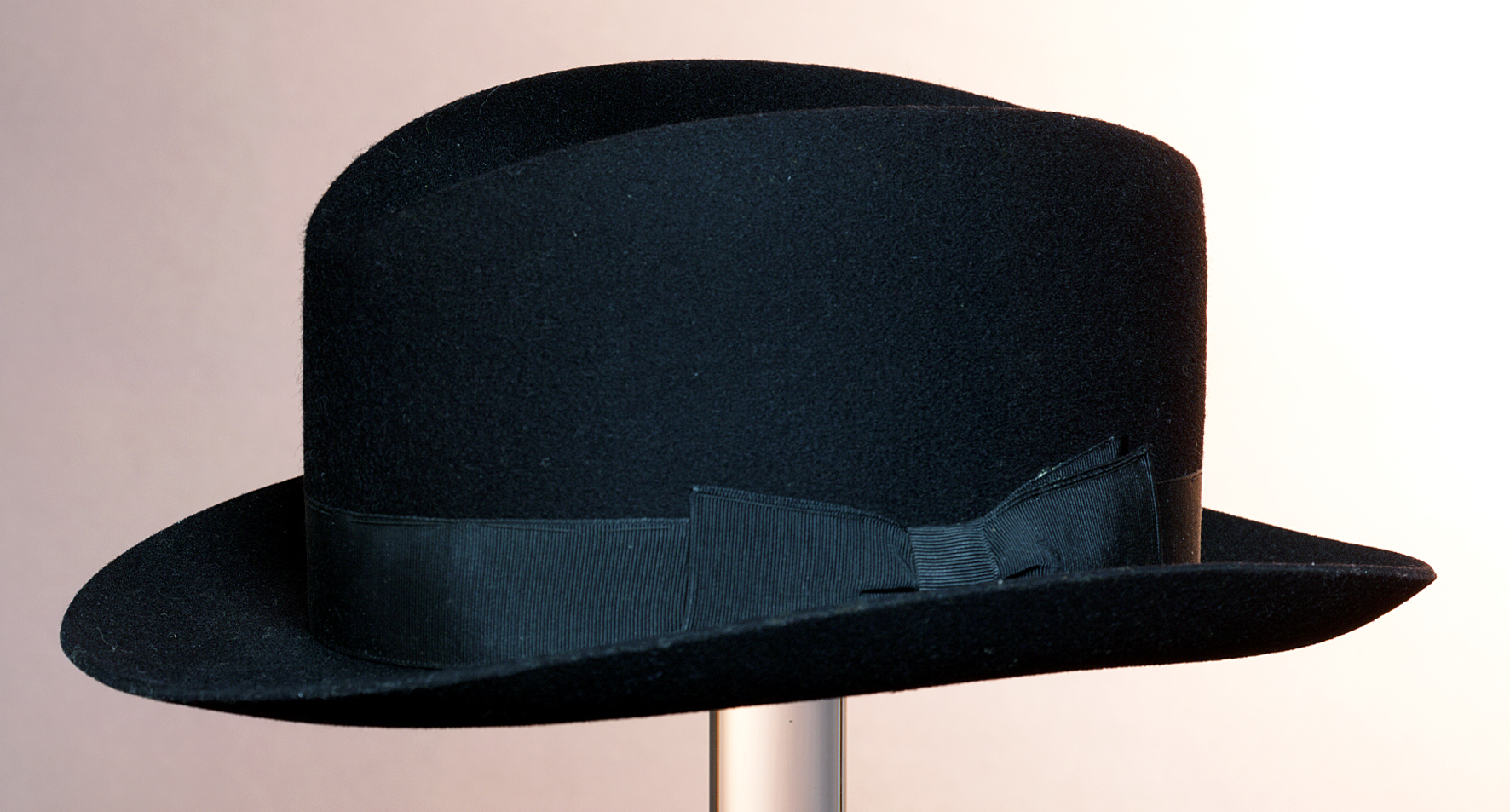
Homburg met vrij brede rand, uitgevoerd met ribslint, gedeukte bol en leren ingang. De buitenrand is voorzien van lint.

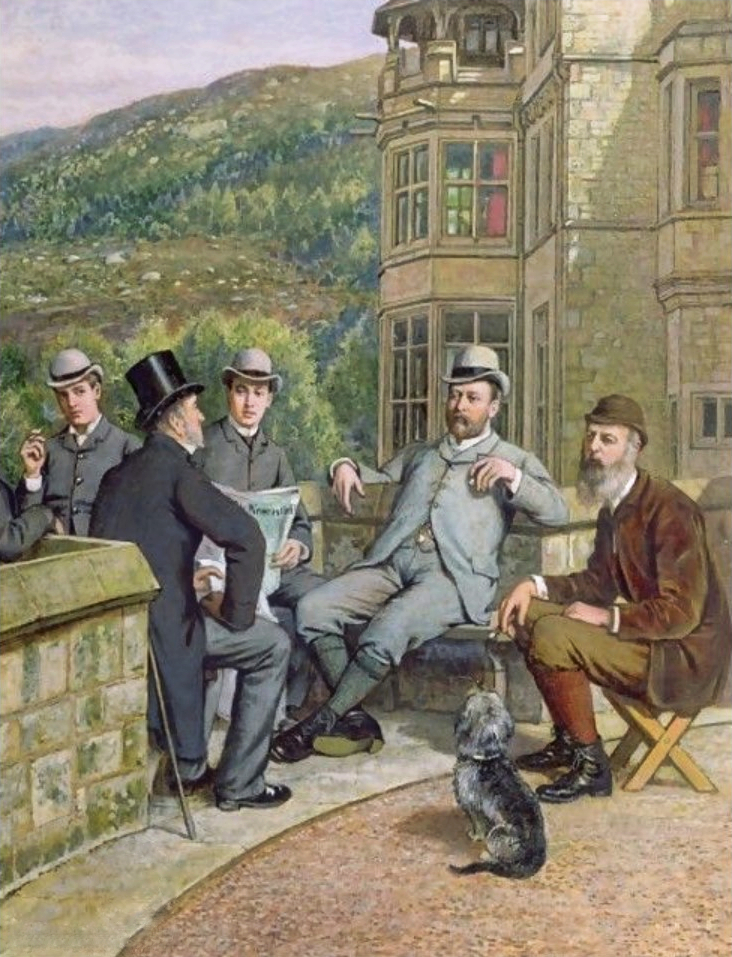
Albert Edward, de latere Edward VII, met zijn zonen Albert Victor en George Frederick Ernest Albert, allen met Homburgs. Hun gastheer William George Armstrong draagt een hoge hoed, de man op het krukje een jagershoedje. The Royal Visit in 1884, waterverf op papier, Henry Hetherington Emmerson.

Een homburg is een semi-formele deukhoed van wolvilt. Kenmerken zijn de enkele deuk door het midden van de kroon, de brede hoedband van zijden grosgrain (ripsband), de platte, licht tot sterk gekrulde hoedrand en de bies rondom de hoedrand. Traditionele kleuren zijn zwart en grijs. De naam komt van de Duitse plaats Bad Homburg, waar deze hoed is ontstaan als onderdeel van het jachtkostuum. De 21e-eeuwse versie is wat slanker dan de originele uit de 19e eeuw.

## Geschiedenis en gebruik
De homburg werd aan het eind van de 19e eeuw populair gemaakt door de latere Britse koning Edward VII, die hem meebracht nadat hij Bad Homburg had bezocht. Hij droeg deze hoed als een minder formeel alternatief voor de gangbare hoge hoed, vergelijkbaar met het dragen van een bolhoed of canotier. De hoed was populair tot de jaren zestig van de twintigste eeuw, toen er een eind kwam aan het gebruik dat mannen standaard een hoed droegen.
Alhoewel de homburg traditioneel wordt geassocieerd met semi-formele kleding, werd hij ook bij formele gelegenheden gebruikt. Zo brak president Dwight D. Eisenhower bij zijn inauguratie in 1953 met de traditie door geen hoge hoed te dragen maar een zwarte homburg. In het nummer Homburg van Procol Harum komt deze hoed voor als een soort refrein.
Vanwege zijn traditionele uiterlijk wordt de homburg in de 21e eeuw niet veel meer gedragen.

## Vernoeming naar dragers
De Britse premiers Winston Churchill en Anthony Eden waren bekende dragers van de homburg en Al Pacino draagt hem in de film The Godfather II, in zijn rol als maffiabaas Michael Corleone. De hoed wordt daarom ook wel Churchillhoed, Anthony Edenhoed of Godfatherhoed genoemd.

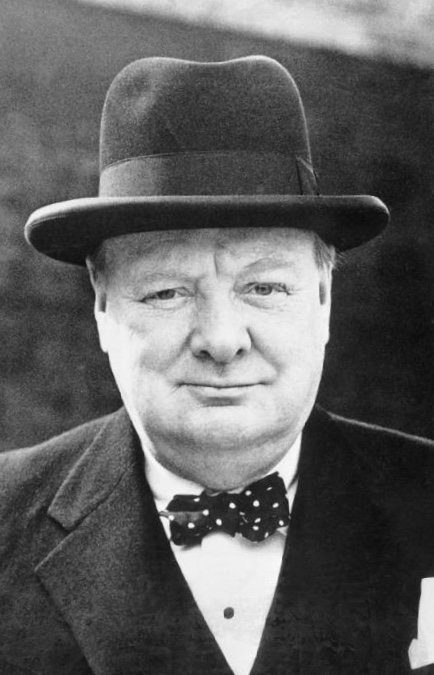
Winston Churchill